# Aéroport international Jinnah
L'aéroport international Jinnah (code IATA : KHI • code OACI : OPKC) de Karachi, la plus grande ville du Pakistan, dans la province du Sind. est le plus grand aéroport intérieur et international du Pakistan. Il porte le nom du fondateur du pays, Muhammad Ali Jinnah.

## Situation
| Bahawalpur Chitral Dalbandin Dera Ghazi Khan Dera Ismail Khan Faisalabad Gilgit Gwadar Islamabad Karachi Lahore Moenjodaro Multan Nawabshah Panjgur Peshawar Quetta Rahim Yar Khan Sialkot Sawan Sehwan · Sharif Sindhri Skardu Sukkur Turbat Zhob |

## Historique
Durant l'année fiscale 2007-2008, près de 11 millions de passagers ont transité par l'aéroport international Jinnah, ainsi que près de 50 000 avions.
Un assaut terroriste contre l’aéroport dans la nuit du 5 au 6 juin 2014 fait un minimum de 34 tués dont les 10 assaillants.

## Compagnies et destinations

### Passagers
| Compagnies                      | Destinations |
| ------------------------------- | --- |
| Air Arabia                      | Charjah |
| airblue                         | Islamabad-Benazir Bhutto, Djeddah - Roi-Abdelaziz, Lahore-Allama Iqbal |
| Air China                       | Pékin-Capitale |
| Emirates                        | Dubaï |
| Etihad Airways                  | Abou Dabi |
| flydubai                        | Dubaï |
| Flynas                          | Dammam-roi Fahd, Djeddah - Roi-Abdelaziz |
| Gulf Air                        | Manama-Bahreïn |
| Jazeera Airways                 | Koweït |
| Iran Air                        | Téhéran-Imam-Khomeini |
| Iraqi Airways                   | Bagdad, Nadjaf |
| Oman Air                        | Mascate |
| Pakistan International Airlines | Abou Dabi, Bahawalpur, Pékin-Capitale, Dammam-roi Fahd, Dubaï, Faisalabad, Gwadar, Islamabad-Benazir Bhutto, Djeddah - Roi-Abdelaziz, Lahore-Allama Iqbal, Londres-Heathrow, Médine-Prince M. Bin Abdulaziz, Multan, New York-John F. Kennedy , Peshawar, Quetta, Rahim Yar Khan, Sialkot, Sukkur, Tokyo-Narita, Toronto (Pearson), Turbat |
| Pegasus Airlines                | Istanbul-S. Gökçen |
| Qatar Airways                   | Doha-Hamad |
| SalamAir                        | Mascate |
| Saudia                          | Djeddah - Roi-Abdelaziz, Médine-Prince M. Bin Abdulaziz, Riyad-roi Khaled |
| SaudiGulf Airlines              | Dammam-roi Fahd |
| Serene Air                      | Faisalabad, Islamabad-Benazir Bhutto, Lahore-Allama Iqbal, Peshawar, Quetta |
| SriLankan Airlines              | Colombo-Bandaranaike |
| Thai Airways                    | Bangkok-Suvarnabhumi |
| Turkish Airlines                | Istanbul |

Édité le 13/04/2020

### Cargo
| Airlines                 | Destinations               |
| ------------------------ | -------------------------- |
| DHL Aviation             | Abou Dabi, Bagram, Bahreïn |
| MNG Airlines             | Kaboul                     |
| Qatar Airways Cargo      | Doha                       |
| TCS Courier              | Dubai, Islamabad, Lahore   |
| Turkish Airlines Cargo   | Colombo, Istanbul-Atatürk  |
| Vision Air International | Lahore                     |

Vision Air International permet aussi de rejoindre d'autres destinations internationales

## Galerie

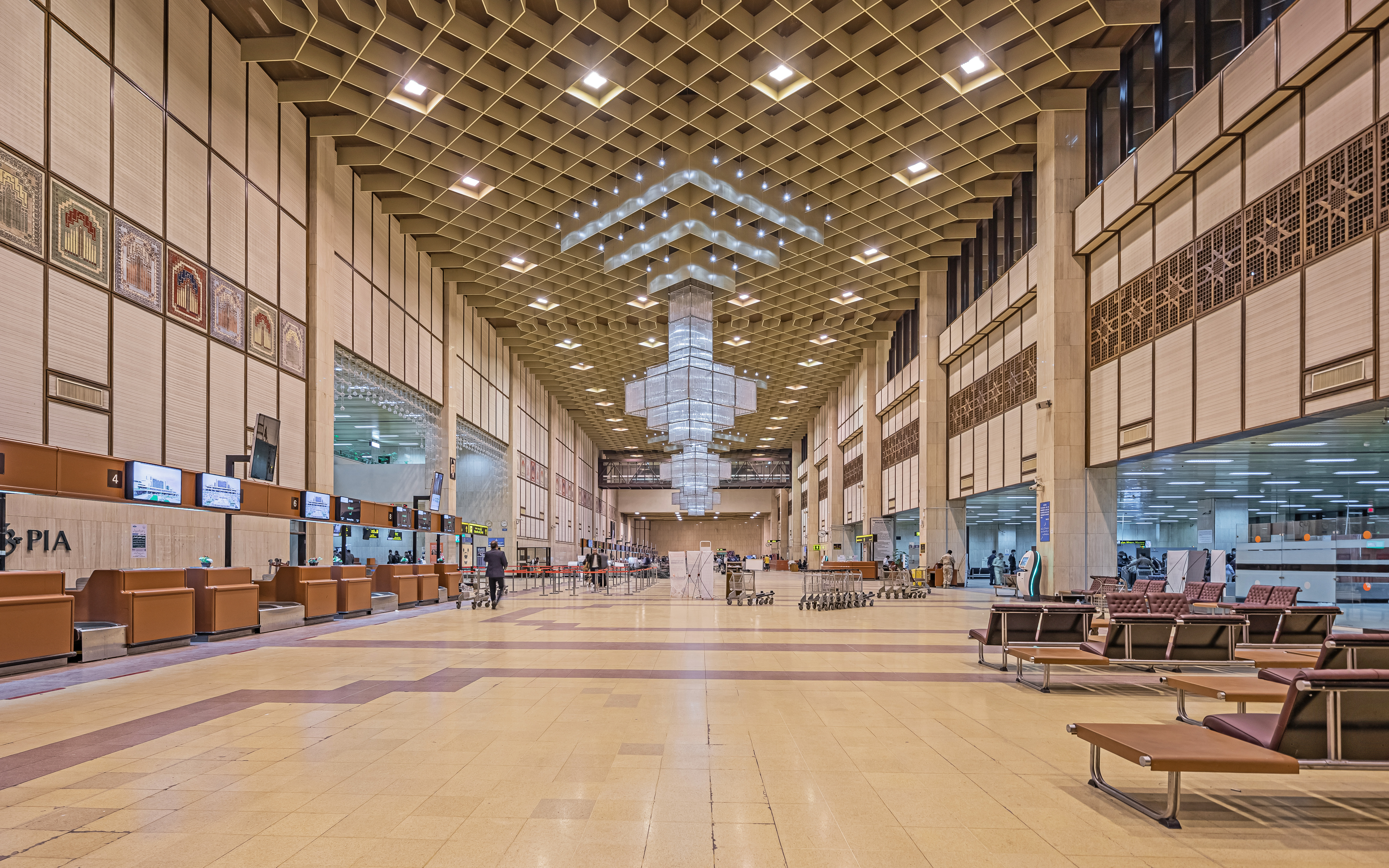
L'intérieur
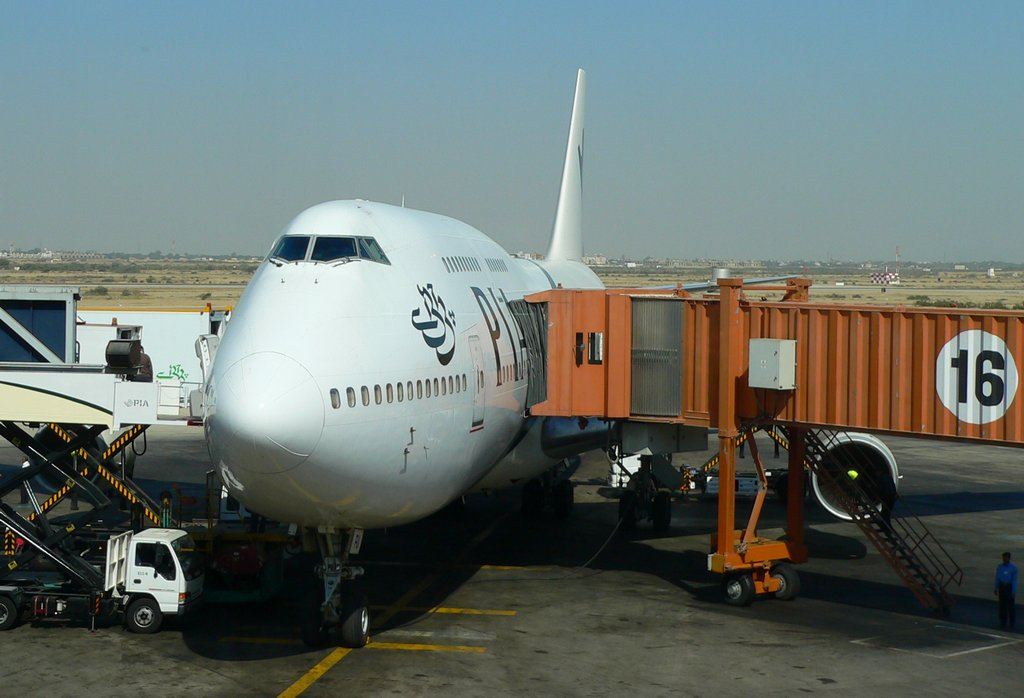
Un Boeing 747 de la Pakistan International Airlines.
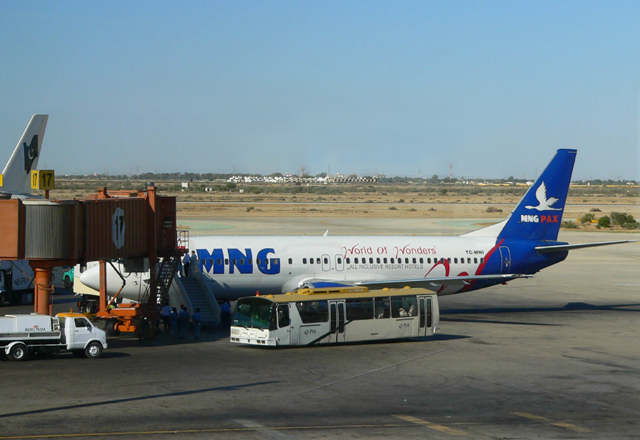
Un Boeing 737.
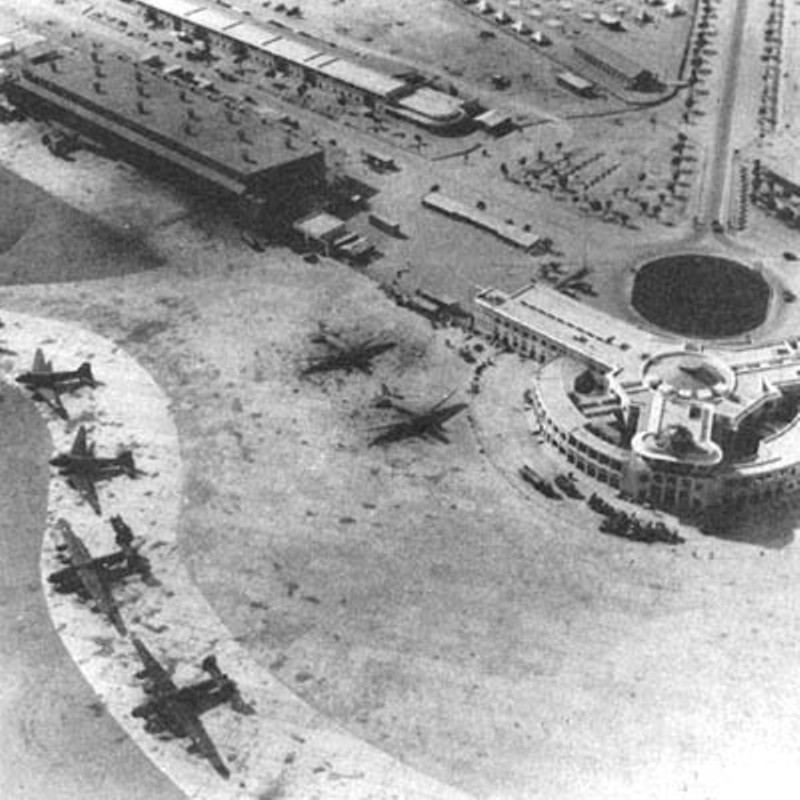
L'aéroport en 1943 durant la Seconde Guerre mondiale.